# 川勝平太
川勝平太（1948年8月16日—）是日本經濟史學家、政治家。前任靜岡縣知事。牛津大學博士，曾任早稻田大學教授、國際日本文化研究中心教授，靜岡文化藝術大學校長。
在最後一次擔任靜岡縣知事的任期期間，因大力反對中央新幹線通過靜岡山區而知名。2024年4月，川勝因在對縣廳新進職員發表講話時做出職業歧視的不當言論而引發爭議，由於川勝已經不是第一次做出類似的失言舉動，因此引發了輿論大規模的反彈。4月10日，川勝正式對靜岡縣議會提出辭呈，5月9日卸任，結束了15年的執政生涯。